# Catherine Young (nadadora)
Catherine Young es una deportista británica que compitió en natación sincronizada. Ganó una medalla de plata en el Campeonato Europeo de Natación de 1977, en la prueba de equipo.

## Palmarés internacional
| Campeonato Europeo | Campeonato Europeo | Campeonato Europeo | Campeonato Europeo |
| Año                | Lugar              | Medalla            | Prueba             |
| ------------------ | ------------------ | ------------------ | ------------------ |
| 1977               | Jönköping (Suecia) | Medalla de plata   | Equipo             |